# リオアシマ
リオ・アシマ（ポルトガル語: Rio Acima）はブラジルのミナスジェライス州にある市。人口8,597人（2008年）、面積230.143 平方キロメートル。